# Vylkove
Vylkove (em ucraniano:  Вилкове; em russo:  Вилково; em romeno:  Vâlcov) é uma cidade da Ucrânia, situada no Oblast de Odessa. Tem 4,6 km² de área e sua população em 2020 foi estimada em 7.909 habitantes.